# الانقلاب الجورجي عام 1991

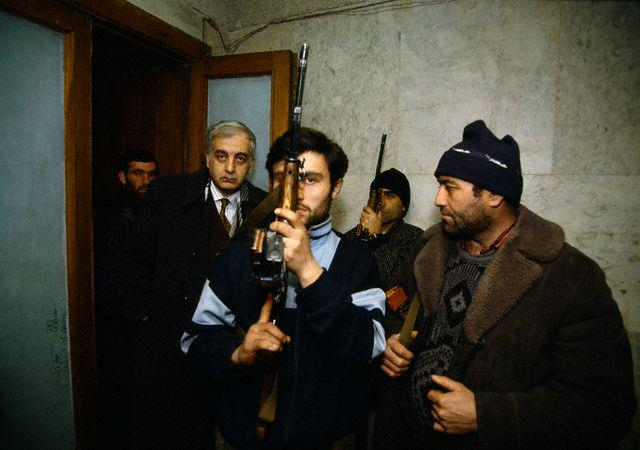
الرئيس الجورجي زفياد جامساخورديا (1990-1992) يصل إلى مخبأه تحت مبنى البرلمان خلال الانقلاب الجورجي 1991-1992.

الانقلاب الجورجي 1991-1992، المعروف أيضًا باسم حرب تبليسي، أو الانقلاب العسكري في 1991-1992، هو نزاع عسكري داخلي وقع في جمهورية جورجيا المستقلة حديثًا بعد سقوط الاتحاد السوفيتي، من 22 ديسمبر 1991 إلى 6 يناير 1992. أدى الانقلاب، الذي أشعل فتيل الحرب الأهلية الجورجية، إلى تحريض فصائل من الحرس الوطني الموالية للرئيس زفياد جامساخورديا ضد عدة منظمات شبه عسكرية موحدة في نهاية عام 1991 تحت قيادة أمراء الحرب تنجيز كيتوفاني وجابا يوسيلياني وتنغيز سيغوا.
انتهت حرب تبليسي بنفي أول رئيس منتخب ديمقراطيًا لجورجيا، بعد أسبوعين من الاشتباكات العنيفة في شارع روستافيلي، الطريق الرئيسي في تبليسي، والتي تتكون أساسًا من حصار مبنى البرلمان الجورجي، حيث عُزل غامساخورديا في قبو.. بعد سقوط غامساخورديا، تولى مجلس عسكري بقيادة كيتوفاني ويوسيلياني وسيغوا السلطة في تبليسي وأكد عودة إدوارد شيفرنادزه، وزير الخارجية السوفيتي الأخير، لتسليم السلطة إليه. قام أنصار الرئيس المعزول بثورة سُحقت بمساعدة الجيش الروسي. همّش شيفرنادزه تدريجيًا كيتوفاني ويوسيلياني، وحكم البلاد حتى أطيح به في ثورة الورد عام 2003.

## خلفية تاريخية

### سقوط الاتحاد السوفيتي
منذ غزو الجيش الأحمر عام 1921 والاستيلاء البلشفي على الحكم، كانت جورجيا واحدة من 12 جمهورية عضو في اتحاد الجمهوريات الاشتراكية السوفياتية. على الرغم من الوضع القانوني كدولة ذات سيادة لجمهورية جورجيا السوفيتية الاشتراكية، تطورت المشاعر القومية التي تطالب بالاستقلال إلى حد كبير في السبعينيات، وهي المشاعر التي تكررت في جميع أنحاء العالم السوفيتي. أدت المشاكل الاقتصادية والاجتماعية الكبرى وقمع الحركات القومية إلى عدة احتجاجات في جورجيا، وبلغت ذروتها بمأساة 9 أبريل 1989، عندما قمعت السلطات احتجاجًا في تبليسي، ما أدى إلى مقتل 21 شخصًا واعتقال زعماء المعارضة الرئيسيين، بمن فيهم زفياد غامساخورديا.
أدت مأساة تبليسي، إلى جانب الفشل العسكري في أفغانستان وانهيار الستار الحديدي الذي فصل العالم الغربي عن الكتلة الشرقية إلى سلسلة من ردود الفعل التي شهدت إعلان دول البلطيق استقلالها في عام 1990. وسرعان ما أصبحت السلطات السوفيتية تحت ضغط من الثورات الجماهيرية، سمحت بانتخابات متعددة الأحزاب في أكتوبر 1990، والتي شهدت مائدة مستديرة، فاز التحالف بقيادة زفياد جامساخورديا بأغلبية مقاعد المجلس الأعلى، وبلغت هدفها بإنهاء 69 عامًا من حكم الحزب الشيوعي.

### الصراعات الإثنية
أدى تفكك الاتحاد السوفيتي إلى عودة التوترات بين مجموعات عرقية معينة عبر جمهوريات الاتحاد، ولم تكن جورجيا استثناءً. بدأت حركة آدمون نيكاس، وهي حركة شيوعية في أوسيتيا الجنوبية، بالمطالبة بحكم ذاتي أكبر من تبليسي في وقت مبكر من ثمانينيات القرن العشرين، وهو طلب رفضته الحكومة المركزية في نوفمبر 1989. وتصاعدت التوترات بين تبليسي وتسخينفالي حتى إعلان سيادة أوسيتيا الجنوبية داخل الاتحاد السوفيتي في سبتمبر 1990، وبعد ذلك ردت تبليسي بإلغاء إقليم أوسيتيا الجنوبية المتمتع بالحكم الذاتي بالكامل وإرسال فصيل عسكري لتهدئة المنطقة.
في يناير 1991، قسمت عسكرة الصراع تسخينفالي إلى قسمين، ما أدى إلى اندلاع حرب أهلية استمرت حتى يونيو 1992 وأدت إلى إنشاء جمهورية أوسيتيا الجنوبية الانفصالية.
في غضون ذلك، سقطت أبخازيا في صراع عرقي. في وقت مبكر من عام 1989، أدت الاشتباكات العنيفة بين القوميين الجورجيين والأبخازيين إلى حدوث انقسام معين امتد إلى حرب قوانين بين المجالس التشريعية في تبليسي وجمهورية أبخازيا الاشتراكية السوفياتية المتمتعة بالحكم الذاتي.

## مقدمة

### إعلان الاستقلال
في 9 أبريل 1991، بعد عامين من مأساة تبليسي وبعد عشرة أيام من استفتاء حافل بالنصر إلى حد كبير حول هذا الموضوع، أعلن المجلس الأعلى الجورجي استقلال البلاد وعين زفياد غامساخورديا، المنشق الشهير والمتحدث باسم القومية الجورجية، كرئيس مؤقت. انتُخب زفياد في النهاية رئيسًا بنسبة 86% من الأصوات في انتخابات شهدت نسبة مشاركة 83% في 26 مايو. مُنح غامساخورديا بشكل ملحوظ سلطات رئاسية كبيرة من قبل البرلمان، بما في ذلك:
- حق النقض (الفيتو) على أي قانون يوافق عليه في البرلمان؛
- إعلانات الحرب وصلاحية إعلان الأحكام العرفية؛
- سلطات تعيين رئيس الوزراء، ورئيس المحكمة العليا، والمدعي العام، والقائد العام للقوات المسلحة؛
- حصانة كاملة.

بحلول أكتوبر 1990، بينما كانت حركة غامساخورديا في السلطة بالفعل في تبليسي تحت إشراف للاتحاد السوفيتي، شرعت الحكومة الجديدة في إغلاق غالبية الصحف التي تدعم الحزب الشيوعي. أغلِقت مجلة موليدوز غروزي، وهي مجلة شبابية مقرها تبليسي، في 3 أبريل 1991 بسبب مزاعم غامساخورديا بتعاونها مع مخابرات الاتحاد السوفيتي (كي جي بي). ألغى التليفزيون العام جميع البرامج التي لا تدعم علانية حركة غامساخورديا وفي ديسمبر 1990، بدأ 60 من أعضاء مليشيا مخيدريوني إضرابًا عن الطعام ردًا على ذلك. طُردت صحيفة إيبيريا المستقلة من مقرها الرئيسي في مايو 1991. واستُبعد الصحفيون بشكل روتيني من المؤتمرات الصحفية والتلفزيون العام غالبًا ما اتهمو بأنهم في خدمة موسكو، في حين استخدمت تبليسي تهديدات بالقتل وتحقيقات جنائية كاذبة ضد محطات الأخبار المتمردة. كما قُمعت الصحافة الدولية إلى حد كبير.
بدأت رئاسة غامساخورديا بمعارضة جادة، تتكون بشكل أساسي من الفصيل الراديكالي لحركة التحرر الوطني، الذي يمثله المجلس الوطني.

### مغادرة كيتوفاني
في يناير 1991، وقع زفياد غامساخورديا على مرسوم تنفيذي بإنشاء الحرس الوطني لجورجيا، تمهيدًا للجيش الجورجي المستقبلي، تحت اختصاص وزارة الشؤون الداخلية الجديدة. على رأسها، عُيّن تنجيز كيتوفاني، الذي انتخب مؤخرًا في المجلس الأعلى لجورجيا مع حزب غامساخورديا، بمهمة تجنيد 20 ألف جندي متمكن. في فبراير، اعتقلت وزارة الداخلية، أثناء محاولتها إغلاق العديد من المنظمات شبه العسكرية العاملة في جميع أنحاء البلاد، عشرة أعضاء من الحزب الوطني الديمقراطي و 56 من أعضاء مليشيا المخيدريوني، بمن فيهم زعيمها جابا يوسيلياني، الناقد المجرم سابق، لحيازة أسلحة بشكل غير قانوني في كاخيتي.
تعاون كيتوفاني إلى حد كبير مع حرب غامساخورديا في أوسيتيا الجنوبية، وشن عدة هجمات على المناطق الواقعة خارج سيطرة تبليسي بين فبراير ويونيو 1991. ومع ذلك، تغير الوضع بشكل جذري خلال صيف ذلك العام نفسه.
في 18 أغسطس، أعلن ثلاثة وزراء، بمن فيهم رئيس الوزراء تنكيز سيغوا، دعمهم للمعارضة واستقالوا من مناصبهم، متهمين الرئيس بأنه أصبح ديماغوجيًا شموليًا. تولى غامساخورديا نفسه رئاسة وزارتي الخارجية والعدل. أثارت محاولة الانقلاب في موسكو في اليوم التالي جدلًا جديدًا، مع شائعات عن دعم جامساخورديا لقادة الانقلاب الراديكاليين حول تبليسي، ما أجبر كيتوفاني على الاختلاف معه. وسرعان ما نشرت وكالة الأنباء الروسية إنترفاكس مقالًا يزعم أن الرئيس الجورجي يستعد لنزع سلاح الحرس الوطني من أجل دمجه في الجيش السوفيتي، وهو ادعاء سرعان ما نفته تبليسي. في 23 أغسطس، أصدر غامساخورديا مرسومًا رئاسيًا بإلغاء منصب قائد الحرس الوطني، وإقالة كيتوفاني، وجعل القوات بالكامل ضمن اختصاص وزارة الشؤون الداخلية.